# Мінінабір для виживання

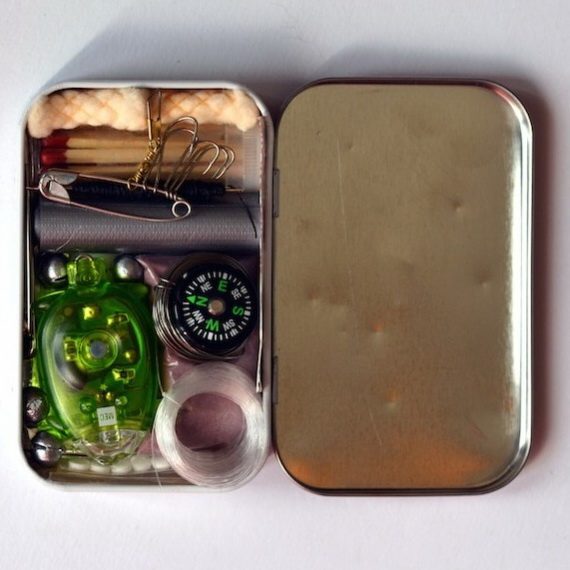
Мінінабір виживання у жерстяній коробці

Мінінабір виживання містить основні інструменти та приладдя для виживання на відкритій місцевості, з мінімальним розміром та вагою самого комплекту. Він призначений для того, щоб його завжди можна було носити з собою, відповідає будь-якому середовищу та є повним набором, але не надто великим. Мінінабори для виживання призначені для забезпечення основних потреб у ситуації виживання, самопорятунку, допомоги або повернення до нормального життя в оптимальних ситуаціях.
Філософія приготування мінінаборів для виживання має два підходи:
- Перші готуються з кількома відносно великими предметами, такими як ніж, сірники, свисток, їжа для екстрених випадків (emergency food) та пляшка з водою.
- Другі — це комплект невеликих корисних предметів, таких як гумки, скріпки, рибальське спорядження, матеріал для кріплення та леза для бритви. Техніка залежить від таких факторів, як фізичний стан, навички виживання та знання дикої природи.

## Контейнер
Інструменти та спорядження для виживання, зазвичай зберігаються в контейнері малого розміру, щоб він міг поміститися у кишеню. Зазвичай використовуються невеликі банки чи коробки від кондитерських виробів, коробки для тютюну, спеціально придбані контейнери для мінінаборів виживання, «капсули життя», 35-мм каністри від фотоплівки, пластикові пляшки, консервні банки та коробки. Деяким видам контейнерів потрібна гідроізоляція, яку можна зробити за допомогою клейкої стрічки або занурення закритої ємності в парафіновий віск.

## Вміст
Оскільки кожен комплект залежить від ситуації та середовища, вони можуть сильно відрізнятися. Важливим при наповненні комплекту є також вміння застосувати приладдя. Нижче наведено звичайні предмети, які можна знайти в мінінаборі виживання:
- Невеликі джерела вогню, такі як бутанові запальнички, сірники, трут і фероцерієвий стрижень (кресало) або «сірники для рятувального човна»
- Сигнальні пристрої (світлодіодні мікроліхтарі, невеликі геліографи або свистки для виживання)
- Свічки, які можна використовувати як їжу в екстрених умовах, якщо вони виготовлені з жиру
- Ріжучі інструменти, такі як гнучкий дріт, складні пилки або кишенькові ножі
- Мотузка, волосінь, дріт, цвяхи та безпечні англійські шпильки для зав'язування або кріплення матеріалів для укриття

### Заготівля їжі та води
- Волосінь та різноманітні рибальські гачки
- Малий дріт; часто використовується кований мідний або латунний дріт, а також сталева «розтяжка» або інженерний дріт
- Зубна нитка для використання в якості нитки
- Мішки для очищення води, які часто використовуються для збереження труту сухим або для зберігання/транспортування води
- Таблетки глюкози або цукерки, льодяники
- Джерела очищення води, включаючи засоби хімічного очищення, такі як перманганат калію або білильне вапно
- Презервативи без змазки, використовуються через їх здатність розширюватися, для зберігання великої кількості води

### Навігація
- Мінікомпас розміром з кнопку
- Намагнічені голка та нитка для використання як імпровізований компас[1]

### Перша допомога
- Обробка ран і антисептик, наприклад, перманганат калію або таблетки йоду
- Леза скальпеля або універсальний ніж для невеликих операцій і тонкої роботи
- Пластирі і бинти
- Ціанакрилатний медичний клей для порізів, розсічень шкіри. Український аналог «Медичний клей БФ-6»
- Ліки від болю (наприклад, Парацетамол або Вікодин)

### Різне
На додаток до пунктів, зазначених вище, у багатьох мінінаборах виживання також часто зустрічаються наступні предмети (залежно від місцевості в якій перебуватиме виживальник, особистого досвіду, міркувань багаторазового використання, працездатності та витривалості). У деяких комплектах певні елементи, зазначені вище, також можуть бути повністю замінені певними елементами нижче. Предмети та способи з їх використання перелічено разом із альтернативними варіантами використанням та альтернативними предметами для виконання своїх функції в комплекті.
- Пінцет
- Файли
- Інформаційні картки
- Комплект свічок
- Спирт, серветки або повідон-йодні підкладки
- Голки або швейні шила і пряжа
- Пластир для стягування країв ран (англ. Butterfly closures), смужки для безопераційного зведення країв ран (Omnistrip, Steri Strip)
- Засіб для відновлення пошкоджених пломб, коронок або вкладок (DenTek Temparin Max)
- Плетені нейлонові шнури
- Водостійкий папір
- Пластикові пакети
- Спресовані губки
- Алюмінієва фольга
- Харчова сода
- Ізоляційна стрічка
- Парашутний шнур
- Точильний камінь
- Системні анальгетики (наприклад, Аспірин або Парацетамол)
- Протималярійні таблетки
- Засіб від комах (спрей, крем, димова спіраль)
- Антибіотики широкого спектру дії (наприклад, Азитроміцин)
- Антигістамінний засіб для першої допомоги при укусах комах та алергії
- Препарати проти діареї (наприклад, Лоперамід)
- Хімічне джерело світла
- Збільшувальне скло або лінзи Френеля

### Відео
- Henry U.S. Survival Kit на YouTube
- The Impossible Micro Survival Kit на YouTube